# Episodi di Euphoria (prima stagione)
La prima stagione della serie televisiva Euphoria, composta da otto episodi, è stata trasmessa in prima visione negli Stati Uniti dall'emittente via cavo HBO, dal 16 giugno al 4 agosto 2019. Due episodi speciali, prodotti tra la prima e la seconda stagione, sono andati in onda, rispettivamente, su HBO il 6 dicembre 2020 e il 24 gennaio 2021.
In Italia, la stagione è stata trasmessa in prima visione sul canale satellitare Sky Atlantic dal 26 al 29 settembre 2019. I due episodi speciali sono andati in onda in prima visione su Sky Atlantic, in simulcast con HBO.
| nº       | Titolo originale                                             | Titolo italiano             | Prima TV USA    | Prima TV Italia   |
| -------- | ------------------------------------------------------------ | --------------------------- | --------------- | ----------------- |
| 1        | Pilot                                                        | Due secondi di nulla        | 16 giugno 2019  | 26 settembre 2019 |
| 2        | Stuntin' Like My Daddy                                       | Padri e figli               | 23 giugno 2019  | 26 settembre 2019 |
| 3        | Made You Look                                                | Mostrarsi                   | 30 giugno 2019  | 27 settembre 2019 |
| 4        | Shook Ones Pt. II                                            | Sali sulla giostra          | 7 luglio 2019   | 27 settembre 2019 |
| 5        | '03 Bonnie and Clyde                                         | Bonnie & Clyde              | 14 luglio 2019  | 28 settembre 2019 |
| 6        | The Next Episode                                             | Felice Halloween            | 21 luglio 2019  | 28 settembre 2019 |
| 7        | The Trials and Tribulations of Trying to Pee While Depressed | Depressione                 | 28 luglio 2019  | 29 settembre 2019 |
| 8        | And Salt the Earth Behind You                                | Spargi il sale dietro di te | 4 agosto 2019   | 29 settembre 2019 |
| Speciali |                                                              |                             |                 |                   |
| 1        | Trouble Don't Last Always                                    | Parte 1: Rue                | 6 dicembre 2020 | 7 dicembre 2020   |
| 2        | Fuck Anyone Who's Not a Sea Blob                             | Parte 2: Jules              | 24 gennaio 2021 | 25 gennaio 2021   |

## Due secondi di nulla
- Titolo originale: Pilot
- Diretto da: Augustine Frizzell
- Scritto da: Sam Levinson

### Trama
L'adolescente Rue Bennett, affetta da disturbo d'ansia, disturbo ossessivo-compulsivo, disturbo da deficit di attenzione/iperattività e un possibile disturbo bipolare, torna a casa dalla riabilitazione dopo essere andata in overdose e acquista immediatamente nuove droghe dal suo amico e spacciatore di fiducia Fezco. Rue torna a casa a tarda notte e sua madre la costringe a fare un test antidroga: per passarlo, Rue acquisisce urina pulita chiedendo aiuto alla sua amica d'infanzia Lexi, nonché sorella minore di Cassie, che invece non è una tossicodipendente.
Jules è una ragazza transgender appena trasferitasi in città alla presa con corsi scolastici estivi di recupero; la sua compagna di classe Kat la invita a una festa ospitata da un giocatore di football appena entrato al college, Chris McKay. Jules inizialmente rifiuta, optando invece per incontrarsi con un uomo più grande, dominatore sessuale, tramite un'app di incontri, non sapendo che è in realtà il padre di Nate Jacobs, suo compagno di scuola. Al motel con il padre di Nate, Jules mente sulla sua età e i due consumano un rapporto sessuale violento; dopodiché la ragazza raggiunge Kat alla festa, durante la quale tutti i ragazzi scoprono la sessualità. Lì, infatti, Cassie e McKay fanno sesso per la prima volta, Kat perde la verginità con un ragazzo di un'altra scuola e Maddy, che ha recentemente rotto con Nate, fa sesso con Tyler nella piscina davanti a tutti per farlo ingelosire. 
Alla festa Rue parla con Fezco, il quale si dimostra preoccupato per la sua dipendenza, e lei gli spiega che dopo la morte del padre ha trovato conforto nella droga. Jules quasi ferisce Nate con un coltello dopo che lui, ubriaco e furioso per il tradimento di Maddy, la provoca nella cucina davanti agli altri invitati. All'uscita dalla festa Jules incontra Rue, che torna a casa con lei: in questa circostanza, le due decidono di drogarsi insieme.
- Durata: 54 minuti
- Guest star: Alanna Ubach (Suze), Lukas Gage (Tyler), John Ales (David).
- Ascolti USA: telespettatori 577 000 – rating 18-49 anni 0,2%[16]

## Padri e figli
- Titolo originale: Stuntin' Like My Daddy
- Diretto da: Sam Levinson
- Scritto da: Sam Levinson

### Trama
La scena si apre con alcune immagini della storia di Nate: da bambino egli trovò casualmente nascosti in un cassetto dei video porno del padre che compiva atti sessuali violenti di sottomissione con ragazzi molto più giovani di lui, tutti minorenni, e iniziò a sentirsi confuso sul proprio orientamento sessuale.
Nel presente, nel suo primo giorno di scuola, Rue scoppia in lacrime e lascia l'aula magna, dopo essere stata spinta dalla professoressa a raccontare come abbia trascorso l'estate: Lexi allora tenta di confortarla, ma viene respinta. Rue, attraverso le sue riflessioni, racconta di come abbia iniziato a drogarsi nel periodo in cui si prendeva cura del padre, morto di cancro. Kat conosce a scuola un ragazzo di nome Ethan; più tardi scopre che il filmato della sua prima esperienza sessuale durante la festa è stato caricato su Internet dove tutti possono vederlo e inizia a negare di esserne la protagonista. Nonostante il video originale sia stato rimosso, ne trova una copia online e capisce che potrebbe ricavarne dei profitti. 
Intanto Jules inizia a chattare online con un nuovo ragazzo sconosciuto. Nate, istruito da bambino dal suo violento padre su come diventare un uomo, mette in pratica ciò che ha imparato irrompendo in casa di Tyler, picchiandolo e accusandolo ingiustamente di aver violentato Maddy durante la festa. Rue si reca da Fezco, dove arriva anche un altro spacciatore, Mouse, per vendergli della droga: questo obbliga la ragazza ad assumere del Fentanyl ed estorce i soldi al suo amico minacciando di stuprare Rue per ottenere il pagamento della droga. Fezco la salva pagando Mouse e, preoccupato per lei, chiama Jules per farsi aiutare, visti i pesanti effetti collaterali che Rue sta avendo a causa della pasticca. Nel frattempo McKay fa visita a Cassie per raccontarle un suo problema ed è frustrato perché la ragazza invece cerca di avere un rapporto sessuale. Infine, si scopre che il ragazzo sconosciuto con cui Jules sta chattando è proprio Nate, che si nasconde dietro al nome di Tyler.
- Durata: 60 minuti
- Guest star: Alanna Ubach (Suze), Austin Abrams (Ethan), Keean Johnson (Daniel), Colman Domingo (Ali), Paula Marshall (Marsha), Zak Steiner (Aaron), Lukas Gage (Tyler), John Ales (David), Mercedes Colon (madre di Kat), Jeremiah Birkett (Preside Hayes), Tyler Chase (Custer).
- Ascolti USA: telespettatori 574 000 – rating 18-49 anni 0,2%[17]

## Mostrarsi
- Titolo originale: Made You Look
- Diretto da: Sam Levinson
- Scritto da: Sam Levinson

### Trama
La scena si apre con alcuni stralci del passato di Kat: prima della scuola superiore, durante le vacanze estive Kat aumenta di peso e viene lasciata da Daniel, il suo fidanzato di allora, ed emarginata dai compagni; nessuno a scuola sa che lei nel frattempo è diventata una famosa scrittrice di fanfiction erotiche sul web. 
Dopo l'incidente con il Fentanyl, Jules mette Rue alle strette, dichiarandole espressamente che non sarà più sua amica se continuerà a drogarsi. Depressa, durante un incontro del gruppo di supporto dei Narcotici Anonimi, Rue dichiara di essere pulita da sessanta giorni, ma uno dei partecipanti, un ex pompiere di nome Ali, intuisce che sta mentendo e le offre il suo aiuto per uscirne. Nel frattempo Kat si dedica a fare sessioni erotiche in videochat per guadagnare soldi che usa per comprarsi un nuovo guardaroba. 
Rue aiuta Jules a farsi foto seminuda da mandare a Tyler; dopodiché Nate (Tyler) le manda una foto di quello che dice essere il suo pene. Rue trova delle pillole nella cucina di Jules e ne sottrae una per drogarsi. Cassie va a una festa universitaria con McKay, nella quale lui deve sottoporsi a un rito di iniziazione. Invece, Maddy, incuriosita dai continui messaggi che Nate riceve sul cellulare, cerca qualche indizio sul dispositivo e trova foto di vari peni, e per questo inizia a pensare che Nate possa essere gay o bisessuale. Jules confida a Rue di aver deciso di incontrare Tyler (Nate) la sera della fiera, vicino al lago: però la sua amica è preoccupata perché ritiene possa essere pericoloso e questo disaccordo le fa litigare. Più tardi Rue si scusa con lei e la bacia sulla bocca, quindi scappa sconvolta e va da Fezco per farsi vendere un po' di droga, ma lui si rifiuta di farla entrare. Dopo averlo insultato, alla fine la ragazza si vede costretta a chiedere aiuto ad Ali.
- Durata: 57 minuti
- Guest star: Alanna Ubach (Suze), Austin Abrams (Ethan), Keean Johnson (Daniel), Colman Domingo (Ali), Mercedes Colon (madre di Kat), John Ales (David), Shiloh Fernandez (Trevor).
- Ascolti USA: telespettatori 493 000 – rating 18-49 anni 0,2%[18]

## Sali sulla giostra
- Titolo originale: Shook Ones Pt. II
- Diretto da: Sam Levinson
- Scritto da: Sam Levinson

### Trama
All'inizio viene narrata parte della storia di Jules: da bambina viene ricoverata in un reparto psichiatrico perché non si è mai trovata bene con sé stessa e, dopo esserne uscita, inizia il suo percorso di transizione. 
Nel presente, Rue incontra Ali e, cercando in lui un canale di supporto, gli parla dei suoi sentimenti per Jules, con la quale ha concordato di non parlare mai più del bacio che si sono date. Durante la fiera cittadina, Rue perde di vista la sorella minore Gia e inizia a cercarla insieme a Jules: ad un certo punto esse decidono di dividersi in modo da rendere le ricerche più veloci ed efficaci, ma è proprio Rue a ritrovare la ragazzina insieme, circondata da un gruppo di gente più grande con cui sta fumando dell'erba. Cal, il padre di Nate, vende chili alla fiera con il resto della famiglia ed è preoccupato di venir smascherato dopo essersi trovato faccia a faccia proprio con Jules: qui decide di affrontarla, ma lei lo rassicura promettendo che non parlerà con nessuno del loro incontro in motel. Alla fine Jules è pronta a incontrare Tyler, ma scopre che si tratta di Nate e lui sfrutta l'occasione per ricattarla obbligandola al silenzio sul suo rapporto sessuale illegale con il padre; allora Jules si reca a casa di Rue, le chiede se può dormire da lei e le due ragazze si baciano nuovamente.
McKay, durante la fiera, si rifiuta di presentare ai conoscenti Cassie come la sua fidanzata a causa della reputazione della ragazza, così lei e Maddy, reduce da un fresco litigio con Nate, si coalizzano e decidono di sballarsi comprando della molly. Cassie sale sulla giostra con Daniel e lo bacia, dando poi spettacolo di sé con ripetuti orgasmi sul palo che regge il cavallo meccanico; è sopraffatta dalla droga e, quando infine se ne rende conto, scappa piena di vergogna per la situazione in cui si è cacciata.
Nel frattempo, Maddy compie una scenata davanti alla famiglia del fidanzato: Nate, furioso con lei, arriva a stringerle il collo con violenza fino a lasciarle dei vistosi segni; la ragazza gli parla delle foto di uomini nudi trovate sul suo cellulare, ma Nate non le vuole dare spiegazioni, dunque Maddy sceglie di accantonare la questione.  Infine, Kat, che si sta divertendo con Ethan, scappa via quando vede quest'ultimo parlare con una ragazza molto attraente incontrata lì e si butta a capofitto in un rapporto sessuale con un altro ragazzo.
- Durata: 55 minuti
- Guest star: Austin Abrams (Ethan), Keean Johnson (Daniel), Colman Domingo (Ali), Paula Marshall (Marsha), John Ales (David), Zak Steiner (Aaron), Pell James (Amy), Clark Furlong (Jules undicenne), Will Peltz (Luke Kasten).
- Ascolti USA: telespettatori 609 000 – rating 18-49 anni 0,2%[19]

## Bonnie & Clyde
- Titolo originale: '03 Bonnie and Clyde
- Diretto da: Jennifer Morrison
- Scritto da: Sam Levinson

### Trama
L'episodio incomincia con alcune immagini della storia di Maddy: da bambina era solita partecipare a concorsi di bellezza, che vinceva senza troppa fatica; un giorno però la madre decise di interrompere questa abitudine perché uno dei principali organizzatori dei concorsi fu arrestato per aver molestato le piccole partecipanti. Maddy perciò protestò per una settimana, fin quando si rese conto che non le importava fare carriera o fare qualsiasi altra cosa nella vita. Inoltre, mentì a Nate quando lui le chiese se fosse vergine la prima volta che fecero sesso.
Nel presente, Rue dice alla madre che lei e Jules stanno uscendo insieme, mentre Jules vive con disagio il rapporto di dipendenza che la sua migliore amica ha sviluppato nei suoi confronti, e perciò non ne parla con il padre. A scuola, dopo che Maddy si è sentita male, i paramedici si accorgono dei lividi che ha sul collo e, grazie a diverse testimonianze, il preside scopre che sono opera di Nate; mentre la ragazza cerca di coprirlo mentendo, sua madre decide di sporgere denuncia contro il ragazzo. Intanto Daniel avvicina Cassie per baciarla, ma lei lo rifiuta spiegandogli che ha già un fidanzato. 
Ethan prova a chiedere a Kat come mai sia diventata fredda nei suoi confronti, ma lei si rifiuta di dargli una spiegazione e lui sprofonda nella confusione. Più tardi la ragazza incontra al centro commerciale un ragazzo che conobbe tempo prima in uno dei negozi di abbigliamento che frequenta. Nate, dopo essere stato denunciato dalla madre di Maddy, nega tutte le accuse durante l'interrogatorio della polizia, mentre Maddy viene costretta a farsi fotografare i lividi sul collo. Nel frattempo, Rue incontra Ali, il quale non crede che il rapporto tra lei e Jules sia destinato a durare, così la ragazza capisce di doversi scusare anche con Lexi per come l'ha trattata, e decide di invitarla a uscire con lei e Jules. McKay chiede scusa a Cassie per il suo comportamento alla fiera, mentre Cal inizia a mettere in discussione il suo segreto, perché pensa che possa avere effetti negativi sui suoi figli, che definisce pieni di collera. Infine, Maddy incontra segretamente Nate in un motel e i due fanno pace.
- Durata: 53 minuti
- Guest star: Elpidia Carillo (Sonia), Austin Abrams (Ethan), Keean Johnson (Daniel), Larry Joe Campbell (agente Wilson), Jeff Pope (Johnny_Unite_USA), Colman Domingo (Ali), Paula Marshall (Marsha), John Ales (David), Jeremiah Birkett (Preside Hayes), Shiloh Fernandez (Trevor), Mercedes Colon (madre di Kat), Sean Martini (Minako).
- Ascolti USA: telespettatori 579 000 – rating 18-49 anni 0,2%[20]

## Felice Halloween
- Titolo originale: The Next Episode
- Diretto da: Pippa Bianco
- Scritto da: Sam Levinson

### Trama
La scena si apre con delle immagini del passato di McKay: sin da bambino fu costretto dal padre a impegnarsi molto per diventare un giocatore di football di successo, per poi poter passare al professionismo. 
Nel presente, Cassie partecipa a una festa di Halloween organizzata dalla confraternita di McKay, assieme al ragazzo, dove il suo fidanzato è vittima di bullismo. In seguito, McKay confessa a suo padre che le probabilità che abbia successo come giocatore di football dopo il college sono minime, visto che tutti i suoi compagni sono più bravi di lui. 
Nate intanto viene espulso temporaneamente dalla scuola e, mentre continua a incontrarsi segretamente con Maddy, decidono di escogitare un piano per farlo scagionare dalle accuse: incolpano Tyler, che costringono a confessare un crimine mai commesso, e Nate obbliga Jules, ricattandola di nuovo, a fare da testimone. Pochi giorni dopo, Daniel organizza un'altra festa di Halloween, durante la quale Rue si preoccupa dello strano comportamento di Jules. Nel frattempo, alla festa è presente anche Fezco e Rue ne approfitta per scusarsi degli insulti che gli aveva rivolto quando lui si è rifiutato di venderle la droga quella sera. Durante la festa Kat continua a comportarsi freddamente con Ethan ma, nonostante ciò, i due hanno un primo approccio sessuale. Daniel vuole a tutti i costi fare sesso con Cassie, ma lei rifiuta tutte le sue avances, allora lui la umilia, dicendole che in realtà quello che tutti vogliono da lei è solo sesso, e nient'altro. Cassie, tornata a casa in lacrime, comincia a bere e si rende conto che il suo ciclo è in ritardo. Infine Nate e Maddy si presentano alla festa di Daniel, e Rue non può fare a meno di notare la reazione turbata di Jules mentre li osserva.
- Durata: 50 minuti
- Guest star: Alanna Ubach (Suze), Austin Abrams (Ethan), Keean Johnson (Daniel), Cranston Johnson (Frederick McKay), Paula Marshall (Marsha), Zak Steiner (Aaron), Lukas Gage (Tyler).
- Ascolti USA: telespettatori 569 000 – rating 18-49 anni 0,2%[21]

## Depressione
- Titolo originale: The Trials and Tribulations of Trying to Pee While Depressed
- Diretto da: Sam Levinson
- Scritto da: Sam Levinson

### Trama
All'inizio viene narrata la storia di Cassie: la sua infanzia fu caratterizzata da diverse difficoltà; per esempio, una volta raggiunta la pubertà, le interazioni con i parenti di sesso maschile divennero piuttosto inquietanti; inoltre, deve affrontare il teso divorzio tra i suoi genitori e l'inesorabile declino di suo padre nella tossicodipendenza e nella povertà. Intrattiene anche relazioni con molteplici ragazzi, ignorando spesso di venire usata solo come oggetto sessuale.
Nel presente, Rue cade in uno stato bipolare, alternando episodi maniacali alla profonda depressione, che la porta al rifiuto di fare qualsiasi cosa, persino urinare. Quindi racconta a Fezco i suoi sospetti su Nate e gli chiede di intimidirlo; lui lo fa, ma Nate reagisce avvisando la polizia dei suoi traffici di droga e costringendo Fezco e Ashtray, suo fratello minore, a disfarsi della merce, mentre la polizia è fuori che intima loro di aprire la porta. Durante il weekend, Jules fa visita a TC, un'amica non-binary della sua vecchia scuola, e da lei conosce Anna, con la quale, sotto l'effetto della droga, ha un'esperienza sessuale. Ha anche delle allucinazioni sia su Nate che su Rue. In seguito scrive a quest'ultima un messaggio nel quale dichiara di sentire la sua mancanza.
Cassie scopre di essere incinta e vorrebbe dirlo alle sue amiche, ma Kat e Maddy litigano quando quest'ultima la rimprovera della sua nuova personalità e del fatto che non sia più presente quando le sue amiche hanno bisogno di aiuto: Cassie non riesce dunque a rivelare alle altre la sua situazione. Kat, dopo essere scappata piangendo, si sente a disagio durante una videochiamata nella quale un uomo nascosto dietro allo schermo nero le chiede di spogliarsi e interrompe lo spettacolo in webcam. Cassie vuole dire a McKay sia di aver baciato Daniel che della gravidanza, ma alla fine gli rivela solo di essere incinta e lui le suggerisce di abortire.
- Durata: 59 minuti
- Guest star: Alanna Ubach (Suze), Keean Johnson (Daniel), Nat Faxon (Rick), Tyler Chase (Custer), Nick Blood (Gus), Lukas Gage (Tyler), John Ales (David), Bobbi Salvör Menuez (TC), Quintessa Swindell (Anna), Shamari Maurice (Harris).
- Ascolti USA: telespettatori 549 000 – rating 18-49 anni 0,2%[22]

## Spargi il sale dietro di te
- Titolo originale: And Salt the Earth Behind You
- Diretto da: Sam Levinson
- Scritto da: Sam Levinson

### Trama
Dopo essere stata ricoverata per tre giorni a causa dell'infezione ai reni, Rue si riprende, mentre Jules è tornata a casa e le due si sono riconciliate. Cassie, dopo aver lasciato McKay, decide con l'aiuto di sua madre di abortire. Fezco, invece, irrompe nella casa del fornitore di Mouse e lo deruba per pagare il suo debito con quest'ultimo. 
Nel frattempo Nate inizia ad avere diversi problemi: non solo non è in grado di avere un rapporto sessuale con Maddy, ma in campo perde anche il controllo della sua squadra di football; per questo finisce vittima di un violento esaurimento nervoso, dopo un pesante litigio con il padre. Intanto, Maddy si appropria di uno dei video del padre di Nate, trovato per caso in un libro del fidanzato, e ne rimane sconvolta. 
In seguito, durante il ballo d'inverno, Kat decide finalmente di chiarirsi con Ethan e gli chiede scusa in lacrime: lui la perdona e i due si baciano. Nate invece si presenta al ballo con un'altra cheerleader, così Maddy invita a ballare un ragazzo per farlo ingelosire. Alla fine i due si confrontano sulla loro relazione e decidono di prendersi una pausa. Jules flirta con Anna via SMS e chiede a Rue di essere più audace sessualmente, rivelandole di essere innamorata di entrambe. Alla festa, Rue affronta Nate, minacciandolo di raccontare alla polizia tutto ciò che sa riguardo a suo padre, ma lui la schernisce sulla lealtà della sua migliore amica. Allora Rue, per capriccio, chiede a Jules di lasciare la città e scappare insieme, ma all'ultimo momento non ha il coraggio di salire sul treno e rimane sola sulla banchina; scoraggiata, Rue riporta alla mente il giorno della morte di suo padre e riprende a drogarsi, sperimentando delle vivide allucinazioni.
- Durata: 65 minuti
- Guest star: Alanna Ubach (Suze), Austin Abrams (Ethan), Elpidia Carillo (Sonia), Paula Marshall (Marsha), Tyler Chase (Custer), John Ales (David), Mercedes Colon (madre di Kat), Allie Marie Evans (Natalie).
- Ascolti USA: telespettatori 530 000 – rating 18-49 anni 0,2%[23]

## Parte 1: Rue
- Titolo originale: Trouble Don't Last Always
- Titolo originale alternativo: Part 1: Rue
- Diretto da: Sam Levinson
- Scritto da: Sam Levinson

### Trama
Dopo l'ennesima ricaduta, il giorno della vigilia di Natale, Rue decide di incontrare il suo sponsor Ali in un diner. Con Ali, il cui nome di battesimo era Martin prima della sua conversione all'Islam, la ragazza coglie l'occasione per lasciarsi andare a una profonda e disincantata riflessione sulla vita e sul mondo in generale. Inoltre, Rue si sofferma ad analizzare il complicato legame con Jules, che accusa di essere la colpevole della sua ricaduta, sebbene sia portata a riconoscere che la loro non sia mai stata una relazione effettiva; Ali allora, attraverso le parole dell'anziana cameriera Marsha, cerca di persuadere Rue ad accantonare le proprie vicissitudini per concentrarsi solo sulla sua salute. 
In un secondo momento, Rue arriva anche a vagheggiare la possibilità di suicidarsi poiché convinta di non meritare l'opportunità di redimersi dagli errori commessi in passato, riferendosi in particolare al comportamento violento nei confronti della madre. Ali allora ne approfitta per condividere alcuni dettagli sul suo passato, molto simile al suo: è stato cresciuto da un padre, che usava violenza nei confronti della madre, e per cui provava un forte disprezzo, per poi diventare egli stesso un uomo aggressivo dal momento in cui ha iniziato ad abusare di sostanze stupefacenti, condizione che ha inevitabilmente incrinato i rapporti con la moglie e le sue due figlie che adesso vivono altrove. 
Ali conclude sostenendo che la capacità di perdonarsi sia la chiave per il cambiamento personale e ammette di avere fede in Rue. Alla fine di tutto il loro prezioso incontro, l'uomo riaccompagna Rue, seppur sconsolata, a casa.
- Durata: 57 minuti
- Guest star: Marsha Gambles (signora Marsha).
- Ascolti USA: telespettatori 236 000 – rating 18-49 anni 0,08%[24]

## Parte 2: Jules
- Titolo originale: Fuck Anyone Who's Not a Sea Blob
- Titolo originale alternativo: Part 2: Jules
- Diretto da: Sam Levinson
- Scritto da: Sam Levinson e Hunter Schafer

### Trama
Jules, dopo aver tentato la fuga da East Highland, viene rintracciata dal padre e riportata a casa: quindi, durante la vigilia di Natale, la ragazza si reca da una terapista, la dottoressa Nichols, per discutere i motivi che l'hanno portata a compiere determinate scelte. Durante la seduta Jules arriva a rivalutare il concetto di femminilità, manifestando l'intenzione di non conformarsi più a ciò che è considerato desiderabile dagli uomini e a mettere, in un primo momento, in discussione il processo di transizione da lei intrapreso. 
Successivamente viene invitata ad analizzare il rapporto complicato con la madre Amy, una tossicodipendente che recentemente aveva tentato di rimettersi in contatto con la figlia dopo averla abbandonata da piccola, prima di essere nuovamente ricoverata a causa di un'overdose; la dottoressa Nichols intuisce che questa condizione possa aver influenzato il comportamento assunto nei confronti di Rue. Sebbene Jules ammetta di amare profondamente Rue, la ragazza riconosce di aver avvertito il bisogno di evadere dall'opprimente peso della responsabilità nei confronti dell'amica. 
Oltretutto Jules confida alla terapista di preferire le relazioni online e di essere ancora innamorata di Tyler, l'alter ego creato da Nate per adescarla, pur essendo consapevole del fatto che si tratti di un'idea frutto della sua immaginazione e di un sentimento puramente illusorio. Quella stessa sera Jules riceve l'inaspettata visita di Rue, che lascia trasparire il risentimento provato per lei, non permettendole neanche di scusarsi per averla abbandonata. Rue si congeda frettolosamente poiché attesa dallo sponsor Ali nello stesso diner e, ormai sola, Jules si lascia andare a un pianto disperato.
- Durata: 48 minuti
- Guest star: John Ales (David), Pell James (Amy), Lauren Weedman (Dottoressa Mardy Nichols), Jayden Marcos (Tyler).
- Ascolti USA: telespettatori 109 000 – rating 18-49 anni 0,02%[25]